# Le Lion-d'Angers
Le Lion-d'Angers é uma comuna francesa na região administrativa da Pays de la Loire, no departamento de Maine-et-Loire. Estende-se por uma área de 47,74 km². Em 2010 a comuna tinha 5 049 habitantes (densidade: 105,8 hab./km²).
Em 1 de janeiro de 2016, foi fundida na comuna de Andigné foi anexada a Le Lion-d'Angers.